# سامبیر رایون
سامبیر رایون (اوکراینی: Самбірський район) ناحیه ای در استان لویو در غرب اوکراین است. مرکز اداری آن سامبیر است. جمعیت این ناحیه ۲۲۱,۸۹۶  نفر (تخمین ۲۰۲۲). زده می‌شود و در سال ۱۹۶۵ تأسیس شده‌است.
در ۱۸ ژوئیه ۲۰۲۰، به عنوان بخشی از اصلاحات اداری اوکراین، تعداد منطقه‌های استان لویو به هفت منطقه کاهش یافت و منطقه سامبیر رایون به‌طور قابل توجهی گسترش یافت.